# Malattia di Buerger
La malattia di Buerger (un tempo morbo di Buerger) o tromboangioite obliterante è una forma di vasculite che interessa le piccole e medie arterie e vene e i nervi periferici collegati.

## Epidemiologia
Colpisce prevalentemente i maschi fumatori in età adulta (età media intorno ai 35 anni); recentemente, aumentando il fumo anche tra le femmine, l'incidenza sta aumentando anche nell'altro sesso: in anni recenti si attesta comunque, solamente, intorno al 5% dei casi totali della malattia. La tromboangioite è più diffusa nel continente asiatico e soprattutto nel Medio Oriente, mentre è poco diffusa in Europa e negli USA.

## Eziologia
Le cause esatte rimangono sconosciute, anche se è evidente la sua correlazione al fumo. Al riguardo sono state avanzate diverse ipotesi come l'autoimmunità o l'infiammazione.

## Sintomatologia
Fra i sintomi e i segni clinici ritroviamo piccole lesioni alle dita, ulcere, dolore, gangrena specialmente agli arti, ischemia/trombosi arteriosa alle gambe, riduzione della sensibilità tattile e termica. Si presenta il fenomeno di Raynaud; le persone con la patologia hanno avuto inoltre passati episodi di flebiti e parestesie.

## Esami
Alcuni esami diagnostici sono utili al fine di individuare la malattia:
- Anamnesi (raccolta di informazioni da parte del medico)
- Esame obiettivo (assenti o ridotti i polsi radiale, e alla caviglia)
- Angiografia, Angio-TC e Angio-RM (radiologia dell'apparato circolatorio)
- Biopsia
- Ecocardiografia
- Test per gli anticorpi antifosfolipidi

## Terapia
Si basa innanzitutto sui fattori di rischio: cessazione o drastica riduzione del consumo del fumo di sigaretta e simili, successivamente si trattano i sintomi manifestati. La persona va soggetta ad amputazione se non riduce drasticamente l'uso del tabacco in genere, utile durante l'astensione è l'iloprost (0,5-3 ng/kg al minuto somministrato in endovena), si somministrano anche analgesici, vasodilatatori e antiaggreganti mentre il bypass si utilizza per le grosse arterie.

## Prognosi
Dipendendo dalla capacità di riuscire a smettere di fumare dell'individuo, la prognosi rimane benigna rispetto ad altre malattie simili.